# Tarján Lászlóné
Tarján Lászlóné, született Tajnafői Anna, Tarjánné Tajnafői Anna (Lenti, 1932. augusztus 27. – 2022. július 26.) magyar erdőmérnök, környezetvédelmi mérnök, politikus, országgyűlési képviselő (1990–1994), környezetvédelmi és területfejlesztési minisztériumi politikai államtitkár (1990–1994).

## Életútja
Apja erdőmérnök, anyja tanítónő volt. 1938-ban családjával Kaposvárra költözött. 1950-ben a kaposvári leánygimnáziumban érettségizett, majd 1955-ben a soproni Erdészeti és Faipari Egyetemen erdőmérnöki diplomát szerzett. Később környezetvédelmi mérnöki szakképesítést szerzett, majd 1982-ben doktorált.
1959 és 1977 között a Somogyi Erdő- és Fafeldolgozó Gazdaságban erdőmérnök, erdőművelési, erdőtelepítési és tájrendezési munkakörben dolgozott. 1977 és 1979 között az Országos Környezet- és Természetvédelmi Hivatal természetvédelmi felügyelője volt. 1979 és 1989 között a Somogy Megyei Tanács környezet- és természetvédelmi titkáraként tevékenykedett. 1989-ben nyugdíjba vonult.
1989–90-ben az FKGP kaposvári városi titkára, Somogy megyei főtitkárhelyettese volt. 1990 és 1993 között a párt országos vezetőségi tagja volt. 1993-től a Történelmi Kisgazdapárt, majd ismét az FKGP tagja volt.
Az 1990-es országgyűlési választásokon Somogy megye 2. választókerületében, Kaposváron szerzett egyéni mandátumot. 1994-ig volt országgyűlési képviselő. 1990. május 24. és 1994. július 14. között a Környezetvédelmi és Területfejlesztési Minisztérium politikai államtitkáraként dolgozott.

## Művei
- Tarján Lászlóné–Hölter Katalin: Vízellátási program felszín alatti vízkészletek nitrátszennyezése miatti egészségkárosodás megelőzésére; Vízdok, Budapest, 1982 (Vízügyi műszaki gazdasági tájékoztató)
- A Dél-Balaton és környéke. Dél-balatoni túrakalauz (1984)
- Somogy megye védett természeti értékei (1989)
- A Nemzetközi Zöld Kereszt Magyarországi Szervezete a környezetért, 1994–1999; Magyarországi Zöld Kereszt, Budapest, 1999
- Somogy megye természeti értékei: Zselic; Mezőgazda, Budapest, 2001
- A Balaton bibliográfiája (2002)

## Díjai, elismerései
- Az Emberi Környezetért Díj
- Pro Urbe Kaposvár
- Széchenyi István-emlékérem (MTA)